# A-10雷霆二式攻擊機

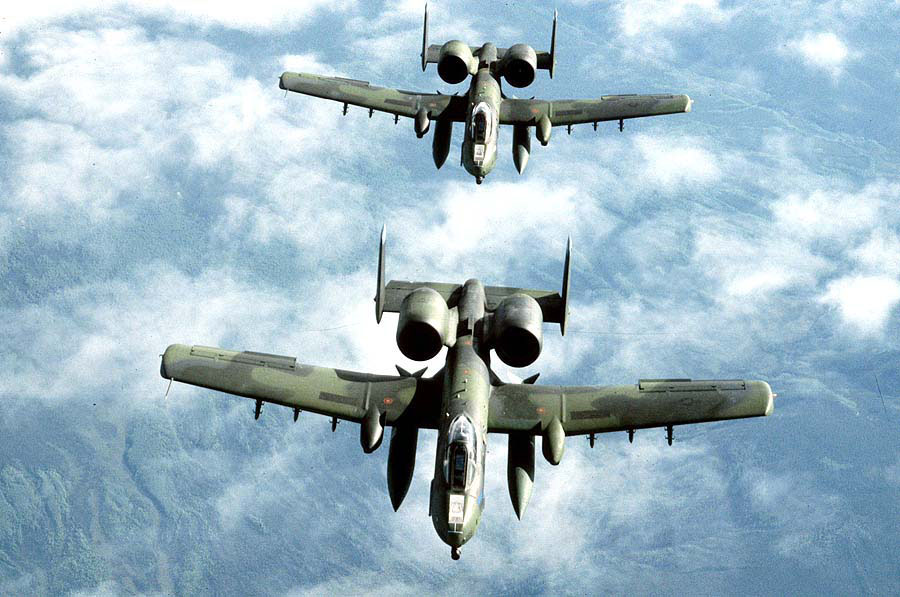
兩架美國空軍A-10攻擊機

A-10雷霆Ⅱ（英文：Thunderbolt II）是美國費爾柴德公司生產的一種單座雙引擎攻擊機，負責提供對地面部隊的密接支援任務，包括攻擊敵方戰車、武裝車輛、砲兵陣地及重要地面目標等。此外也有一部分負責提供前進空中管制，導引其他攻擊機對地面目標進行攻擊，這些戰機編號為OA-10。其官方名稱來自於二戰時密接支援上有出色表現的P-47雷霆式戰鬥機，但相對於雷霆這個名稱而言，美軍更常暱稱其為“疣豬”（Warthog）或簡稱“豬”（Hog）。
美國非營利組織「政府監督項目」（英語：Project On Government Oversight （页面存档备份，存于））近日發表報告指過去14年來，空軍試圖用各種方式，試圖讓服役近45年的A-10雷霆二式攻擊機無法執行任務，再以老舊和低妥善率為由說服國會退役飛機。目前美軍規劃在2028年財政年度結束前全部退役。

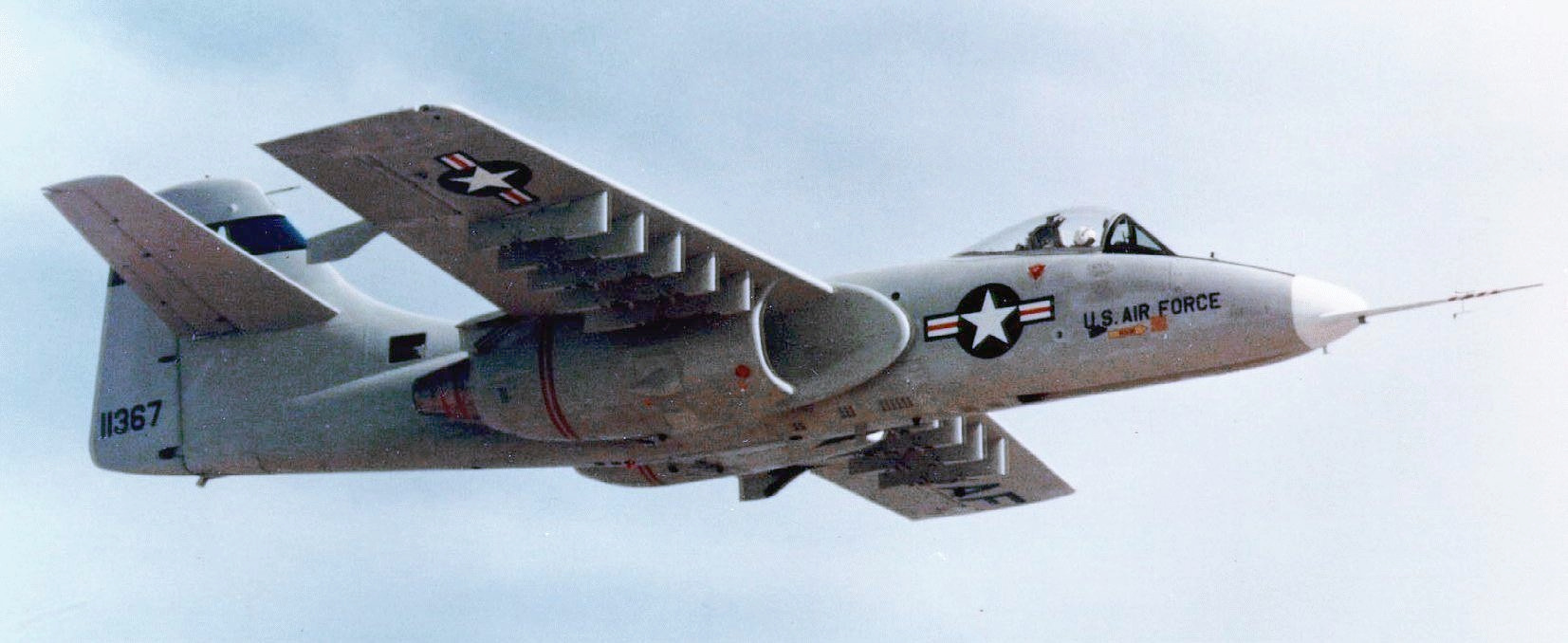
諾斯洛普公司的YA-9原型機為A-10攻擊機在A-X計劃中的競爭對手。

## 發展歷史

### 初期

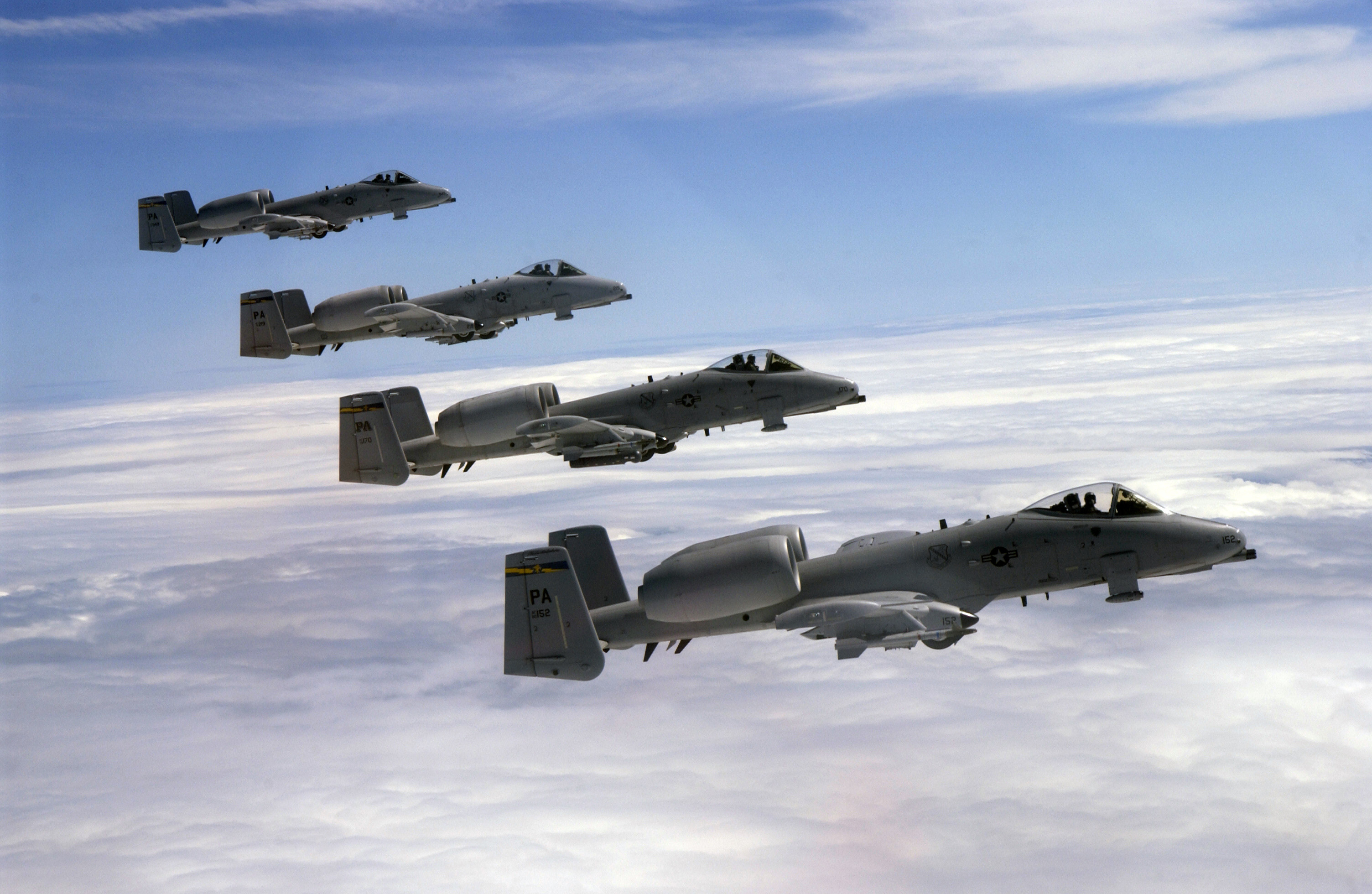
美軍賓州國民兵111分隊A-10編隊飛行

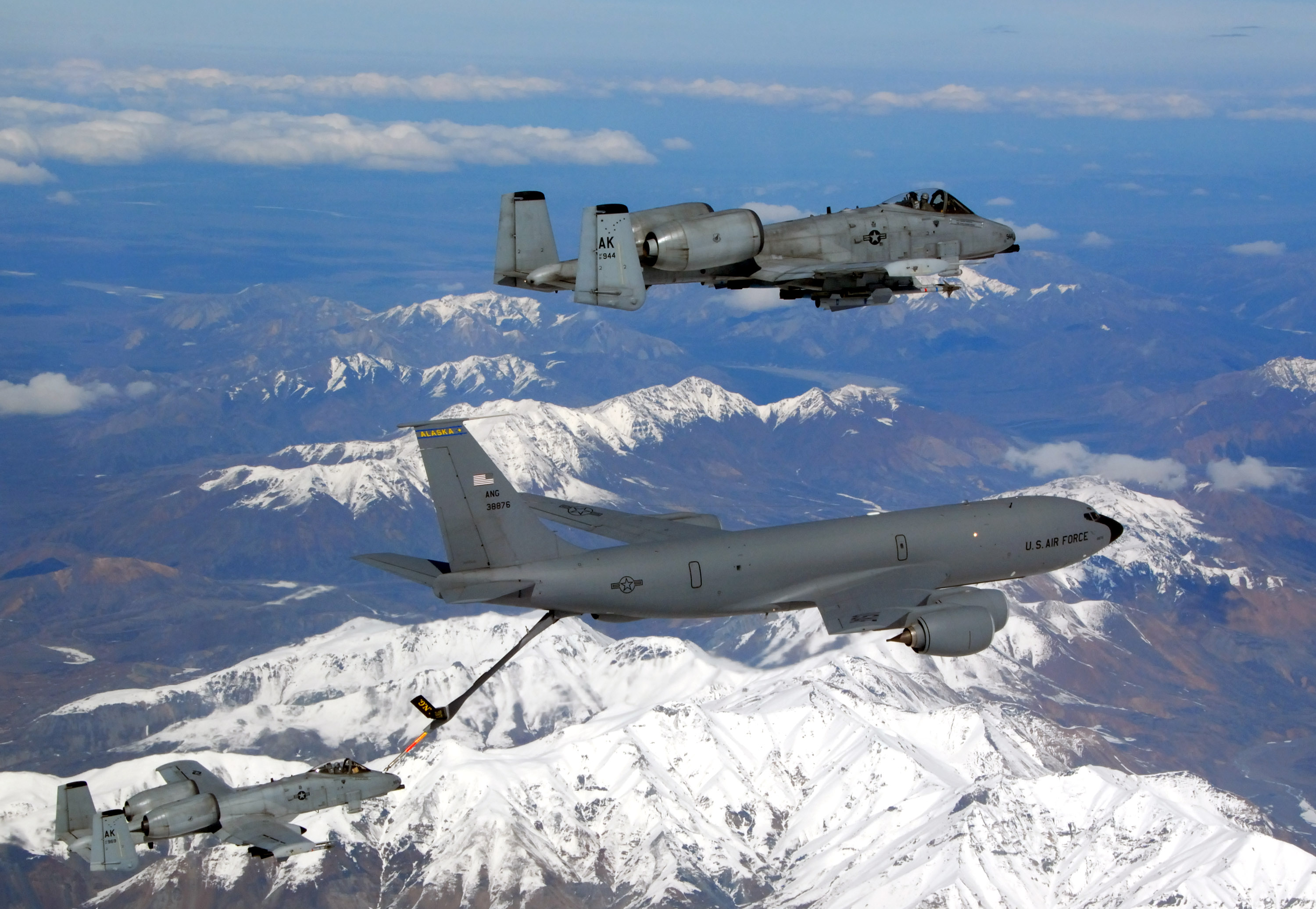
A-10空中加油

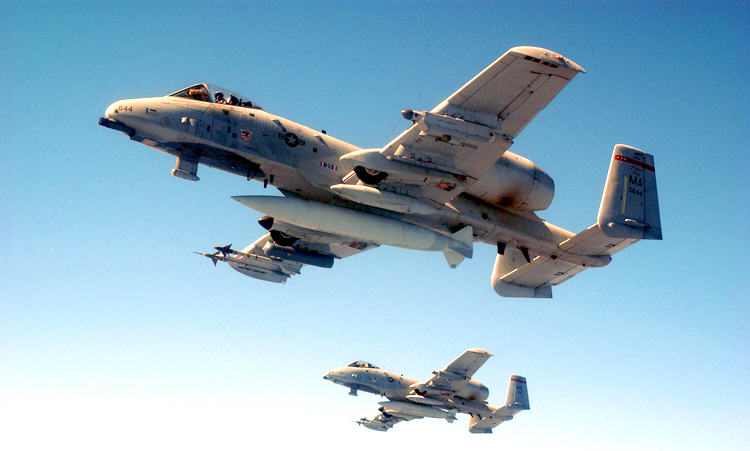
加掛油箱和響尾蛇飛彈後有對直昇機空戰能力，和低強度戰區的巡邏能力

美國陸軍航空隊於1947年正式自美國陸軍分離成為美國空軍，分家後的陸軍僅能操作旋翼機與輕型定翼機，而空軍成為獨立軍種後需要負責為陸軍提供密接支援對地攻擊任務。冷戰時期，基於二戰的大規模空襲敵方能源、運輸及重要工業設施，成功打擊德國及日本的經驗，美國空軍認為「離前線愈遠的目標，對於戰爭的影響愈大」，因而傾向深入後方打擊敵方重要的資源及工業設施作為主要任務，同時強調戰略轟炸及戰術性核武的使用，大力發展類似F-105等強調高空高速的戰鬥轟炸機，至於為前線陸軍提供密接支援任務的角色並不受美國空軍重視，此時空軍大多以退入第二線的戰鬥機或者是多用途飛機執行這一類低重要性的任務。
另一方面，由於1950年代陸軍在朝鮮戰爭時與空軍合作的經驗，以及海軍陸戰隊擁有自己的空中武力支援地面作戰的影響，陸軍開始積極推動建立屬於陸軍指揮體系下的空中武力，包括設立自己的固定翼機隊提供火力支援。然而反對意見認為，除了軍種分離時陸軍曾協議不建立自己的固定翼機隊，避免與空軍出現角色重疊外，又以二戰時的經驗，認為最有效的空中武力運用，應統一在空軍的指揮體系下，反對陸軍的構想。然而，陸軍為了有效提升機動力與火力，仍在1960年代開始強化直升機的部署，從1961年到1965年陸軍的直升機數量成長到5000架。但無論是UH-1或後來的专用武装直升機AH-1，在美國空軍的評估中都不適合對抗裝甲部隊，頂多拿來對付攜帶機槍或火箭筒的軟性目標。
基于越南戰爭的作戰經驗，陸軍發現空軍當時的戰鬥轟炸機在執行近接支援時都存在很多弱點，包括F-100、F-105、F-4，都有巡航速度過快，巡弋時間極短的問題；巡航速度過快導致飛行員在任務目標區上空停留時間極短，難以有效辨識目標，罔論精準提供空中掩護。巡弋時間極短則讓陸軍無法獲得持續性火力攻勢；對陸軍來講，最有效的空中掩護仍然是韓戰前便服役的A-1天襲者式，但使用螺旋槳推进的A-1攻擊機在當時已相當老舊，將要自美軍退役。由於空軍本身能夠提供支援的機種日趨減少，且空軍仍較重視執行核子武器投擲任務上，使得陸軍在1965年自行提出一款重型攻擊直升機的研發合約。這個合約要求包括重武裝、裝甲、飛行速度超過360公里／時的攻擊直升機設計，並以此目標製成一架原型機AH-56夏延直升機。
陸軍自行開發對地攻擊機的舉動，加上國防部希望建立專門打擊蘇聯裝甲部隊的空中武力，於是空軍提出A-X計劃開發支援地面戰的攻擊機作為回應。此時美國空軍面對兩項選擇：將密接任務還給陸軍，或者是另行發展專用機種。1966年美國空軍參謀長約翰·P·麥康奈爾將軍下令開始研究任務需求，同年8月的研究報告指出當時空軍無適當飛機能夠滿足陸軍密接任務的需要，建議空軍研發一種專門設計執行密接任務的機種。其中亦計劃此機性能上不能比螺旋槳動力的A-1攻擊機低，而成本則須低於海軍的A-7攻擊機，至此空軍正式展開A-X的設計與採購計畫。

### A-X計劃
1966年9月美國空軍正式展開攻擊機試驗計畫（Attack Experimental），並且於1967年3月對21家公司發出需求與徵求專案計畫書，並同步進行如裝甲的安排與位置、燃料和液壓跟其他系統的佈線與保護，以及何處需要多套備用系統等研究方案。在這個階段各公司研究的對象大多是類似坎培拉轟炸機大小，雙渦輪螺旋槳發動機，重量約在40000到60000磅（18144到27216公斤）範圍，生產成本每架約在150萬美元的機型。1969年將設計目標重量改為35000磅（15876公斤），動力則改成是渦輪扇發動機，每架生產成本卻要求降至100萬美元。計畫中改用渦輪扇發動機的原因，包括發動機與機身的距離可以縮短，以及安裝和維修比較簡單，同時散發出的紅外線訊號較低，噪音也較小。
1970年A-10的設計需求定案，發動機的选型留給參與的廠商自行決定，不過要求渦輪扇發動機的推力需要在7000到10000磅之間。其他的項目包含：
1. 裝備30毫米口徑的GAU-8七管空用機炮
2. 能攜帶9500磅（4309公斤）武器裝備，在指定地區巡邏兩個小時下的作戰半徑為250英里（402公里）。
3. 起飛距離需低於4000英尺（1219公尺）。
4. 機動性高，足以在1000英尺（305公尺）雲層高度以下運動自如。
5. 要求簡化維修，以降低前線機場操作的難度。
6. 預計將部署600架飛機，故要求每一架的採購成本為140萬美元（1970年幣值）。

在此同時，美國空軍為A-X計畫需要的30公厘空用機砲額外開設獨立標案。需求書中要求高射速（每分鐘4000發）、高初速；有6家公司提出概念原型，到1971年決定原型機時，由飛歌-福特與通用動力兩者競爭機砲設計。除此之外，美國國防部決定採用「先飛再買」（Fly-before-Buy）的新採購制度，試圖利用競爭的方式壓低成本和提高原型機的性能期望。需求案1970年5月下發給12家公司，其中波音、西斯納飛行器公司、費爾柴德、通用動力、洛克希德與諾斯洛普公司等公司紛紛提出他們的設計方案，12月空軍宣佈諾斯洛普公司和費爾柴德兩家公司的設計案獲選進入原型機設計與競標階段。1971年美國空軍將飛機的正式編號送交兩家公司：諾斯洛普為YA-9，費爾柴德為YA-10。
第一次試飛：YA-10第一架原型機在1972年5月10日進行，YA-9則是在該月底進行。

## 設計

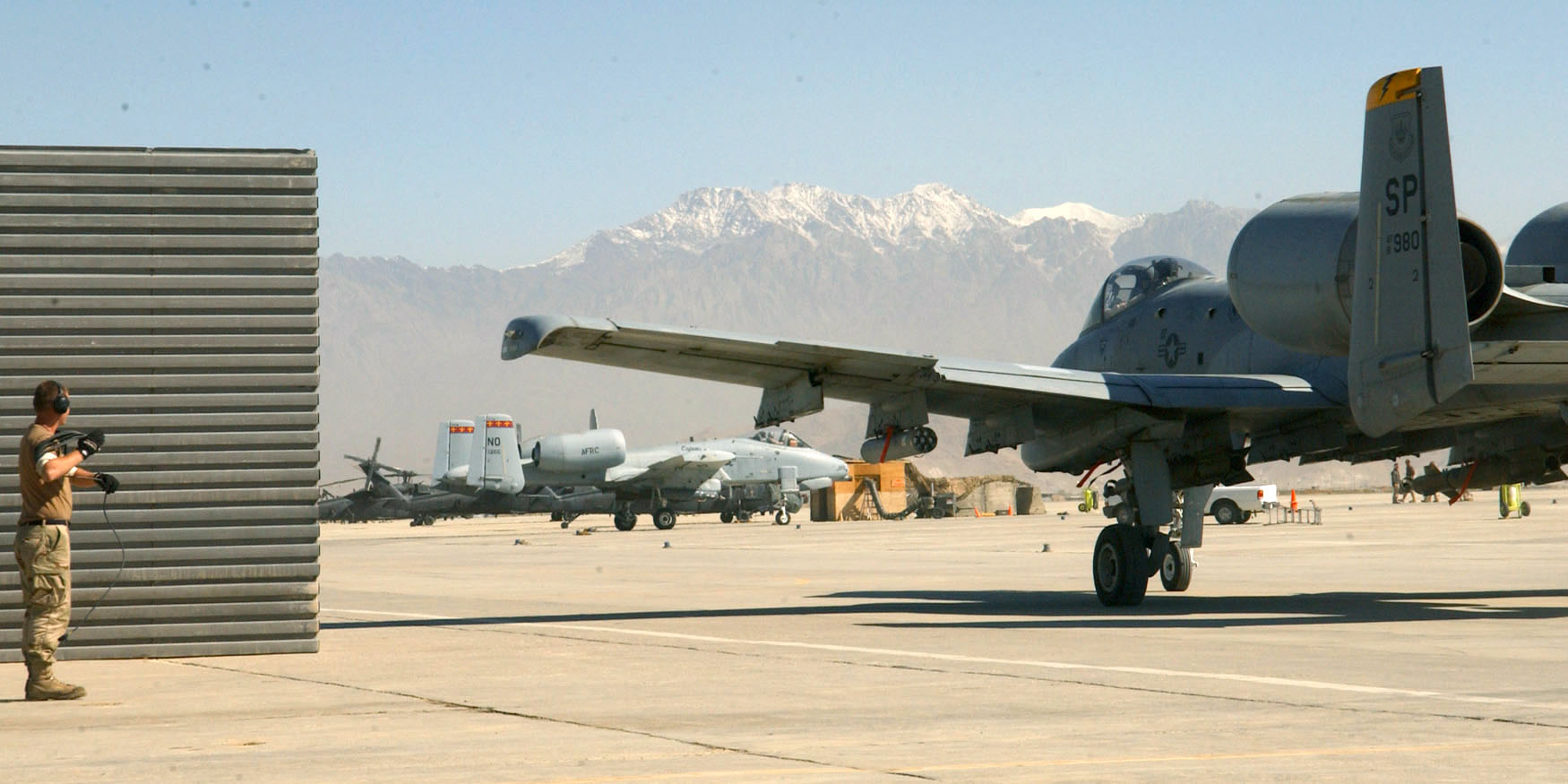
A-10的主翼及尾翼在引擎的前方及後方，為引擎遮擋了部份來自地面的炮火的攻擊，垂直尾翼也起了遮蓋引擎噴嘴紅外線的作用。

### 氣動力外形
A-10採用大展弦比平直翼設計，较大的翼面积配上大面積的副翼，翼展比機身長度大。這種如同二戰轟炸機的復古設計，雖然不適合高速飛行，但低空低速時有優異的機動性。高展弦比也使A-10可以在相當短的跑道上起飛及降落，並能在接近前線的未整備機場運作，因此可以在短時間內抵達戰區。其滯空時間相當長，能夠長時間盤旋於任務區域附近並在300m以下的低空執行任務。執行任務時，其飛行速度一般都相對較低，僅為560km/h，以便發現、瞄準及攻擊地面目標。其它飛得更快的飞机（如戰鬥轟炸機）反而難以鎖定面積較小或緩慢移動的地面目標。
發動機背負於機身後段的背部，引擎噴嘴所排出的廢氣在水平尾翼上方及兩片垂直尾翼之間通過，因而減低了A-10紅外線特徵，降低了被追熱飛彈鎖定的機會。而引擎本位於主翼之後，主翼的遮擋減少了引擎被地面炮火擊中的機會，機翼前緣以蜂巢式結構構成，以減輕重量同時保有足夠強度。蒙皮是以一整塊物料以電腦控制機械加工而成，因此沒有接合問題，也減省了加工時間及成本，實戰證明這設計較能抵受戰損。這些蒙皮並不承受結構重量，因此損毀了也易於在前線更換。
與其他飛機一樣，A-10的副翼置於近翼尖的部位，但比一般設計增大50%面積，以使在低速之下仍然有較高的滾轉速率，不同的是A-10的副翼可以分成兩片，以兼作減速板之用。
為了提高低空低速性能以利對付地面目標及存活性，A-10的機翼及引擎等設計犧牲了高速飛行能力，要在短時間內抵達戰區就得部署在臨近前線、維護設備簡陋的機場，所以A-10的設計考量了可在最低的地面勤務需求下可以進行加油、武器裝載等作業，其起落架配置了低壓輪胎，直而長的主翼讓A-10即使裝載著沉重的負載下，也能在短小簡陋的臨時跑道或被破壞的機場起降。許多零件都可以左右互換使用，包括副翼、引擎、主起降架、可拆式尾翼組及垂直安定翼，使得在在零件供應不足時仍盡可能提高出勤率。機身內有階梯組件，飛行員不需要額外協助也能上下駕駛艙。為了讓出位置給巨大的30mm七管加特林機炮，前起落架位置靠右置，這使得在地面滑行時有右轉的半徑比左轉小。

### 存活能力
由於A-10的主要任務是近接空中支援，需要近距面對敵方地面防空火力的攻擊，而且A-10航速低，被擊中的機會因而較大，因此高存活能力成設計重點。A-10的設計異常強韌、堅固、耐用，高強度的機體結構使其戰場存活率非常高，能在戰鬥中承受不少嚴重的損傷。A-10可以承受一定口徑的穿甲彈或高爆彈的直接攻擊。而即使失去一個引擎、一隻尾翼、一片升降舵、其中一主翼斷掉了一半，A-10仍然可以繼續飛行。
A-10的飛行控制系統有三重保障，包括兩套液壓系統及一套機械系統，當液壓操控故障或部份機翼受損時，飛行員可以手動操纵飞机，此时虽然只有基本的控制能力，但仍足以控制飛機飛回基地著陸，其運作是自動控制攻角及偏航，人手控制横滾，由於是機械系統，操作時比液壓系統费力得多。
A-10有4個自封式油箱，全置於機身中心以減少被擊中的機會，油箱是獨立而互不相鄰，內外都覆有化學防火阻燃劑，可以防止油箱意外爆炸。引擎與供油系統及機身之間設有防火牆及滅火系統，而兩引擎的位置相隔遠，當其中一個引擎被擊中起火也不會容易波及餘下的一個。
駕駛艙及部分重要的飛控系統設備則由1200磅（540kg），厚度0.5-1.5吋（13-38mm）的鈦金屬裝甲保護，其裝設是因應對著彈角、位置的研究結果而定出。此裝甲箱被戲稱為"浴缸"，能抵受23mm彈藥的掃射及較少數的57mm彈藥射擊。為免飛行員被碎片所傷，鈦裝甲箱內露出向著飛行員的表面都蓋上了多層尼龍，而駕駛艙蓋也能抵受小口徑武器的射擊。
主起落架的路輪在收納狀態下仍有部份露出輪艙，而露出的部份是面向下，如此，即使在降落時起落架失靈而不能放下，露出的路輪也能減低機身與地面的磨擦，從而增加可控性及減少對機身做成的損壞。起落架是往後伸展的，即使液壓系統失靈，依靠重力及氣流的推動也能令起落架定位。
A-10的存活能力已經在實戰中得到驗證，其中一個個案中，2003年一架A-10在巴格達執行為地面部隊支持的任務時被防空炮火擊中，兩個引擎的其中一個損毀，液壓系統失效，駕駛的飛行員Kim Campbell以備用的機械操控系統飛行了一個小時後返回基地並安全著陸。

### 引擎
A-10使用了TF34-GE-100渦輪扇引擎，該發動機在S-3維京式反潛機上亦有使用；特色為高旁通比、可降低油耗。引擎安裝於主翼後上方、尾翼組件前上方，讓主翼和尾翼遮擋著引擎，使引擎不會完全暴露於來自下方的攻擊；同時產生的廢氣通過尾翼間排出，遮蓋了部份廢氣的紅外線，使採用追熱尋標器為主的肩射式防空飛彈較難鎖定。除了減低被擊中的機率及減輕被擊中後的戰損外，引擎所在位置也讓A-10較適合在惡劣環境下操作，離地較高避免了吸入來自跑道的沙石，這對起降於未整備機場中平整較差的跑道猶為重要。在地面維護時，位置較高也讓引擎可以安全地保持在運轉狀態，省卻重新啟動的時間。把較低的位置讓給機翼，對機翼的維護及武器的掛置也帶來了方便。為了抵消引擎置於翼面之上而產生的壓下機首的力距，引擎排氣口與機身成9°的上傾角。

### 航電

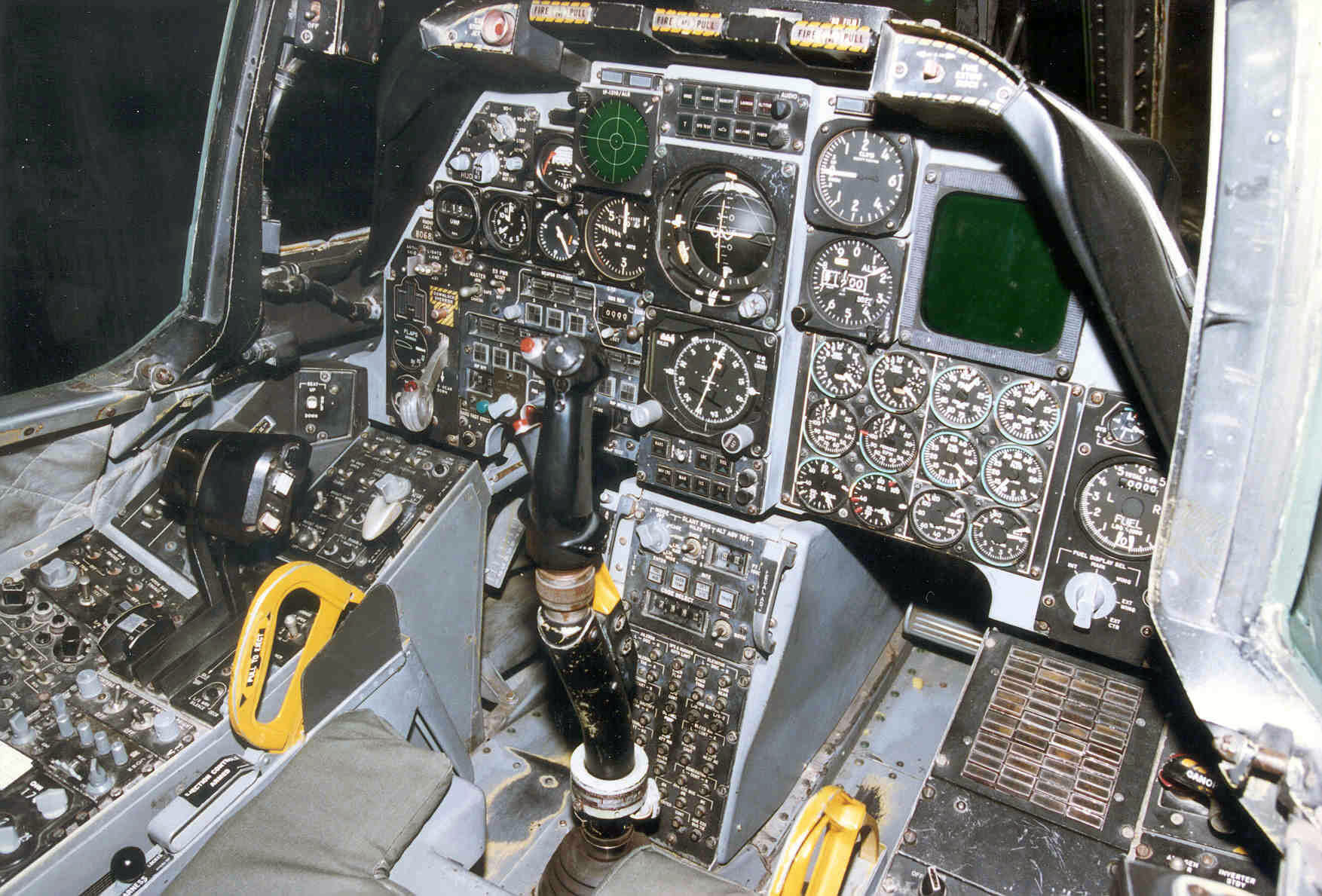
A-10未升級前的類比式儀表板

在設計A-10的時候只單純的考慮到空中密接支援的基本需要，當時認為太複雜的電子系統裝在執行這種任務的飛機上並非必要，且會浪費極大的後勤成本。最早的航電裝配僅提供了基本通訊元件、雷達預警系統、和TACAN導航設備，更早期的機種甚至連自動駕駛也無配備。當美國空軍決定增強其反坦克能力時，考慮到若部署此型飛機於北大西洋公約組織的西歐國家時，可能會遭遇到極糟的天候，這給了空軍升級A-10的感應元件及航電設備的壓力。製造商費爾柴德在1977年時提供了一種雙座式NAW（全天候）改良方案，但最後還是沒有被採用，於是A-10仍持續始用原先的航電設備直到第一次波斯灣戰爭。
最早的升級方案僅包括了雷射感應器，由地面人員發射雷射鎖定目標物，以導引A-10投下的智慧型炸彈命中目標。初期A-10沒有任何能夠提供遠距離開火的導引及電腦設備，使其火力精準度大打折扣。開火時完全得靠機炮和火箭等近距離（視距內）的非精準火力，或是使用AGM-65小牛飛彈，不過還是得靠小牛飛彈本身提供的影像遙測器，傳送影像至A-10駕駛艙為導彈指引操作。直到服役了很長一段時間以後，美國的“低高度安全性與標定作業提升”方案（Low-Altitude Safety and Targeting Enhancement，簡稱LASTE）才終於為它安裝了電腦化的火控設備、自動駕駛，和機載地面防撞系統。而GPS更是直到1999年才開始加裝，而再之後，A-10才有夜視設備。

### 武器

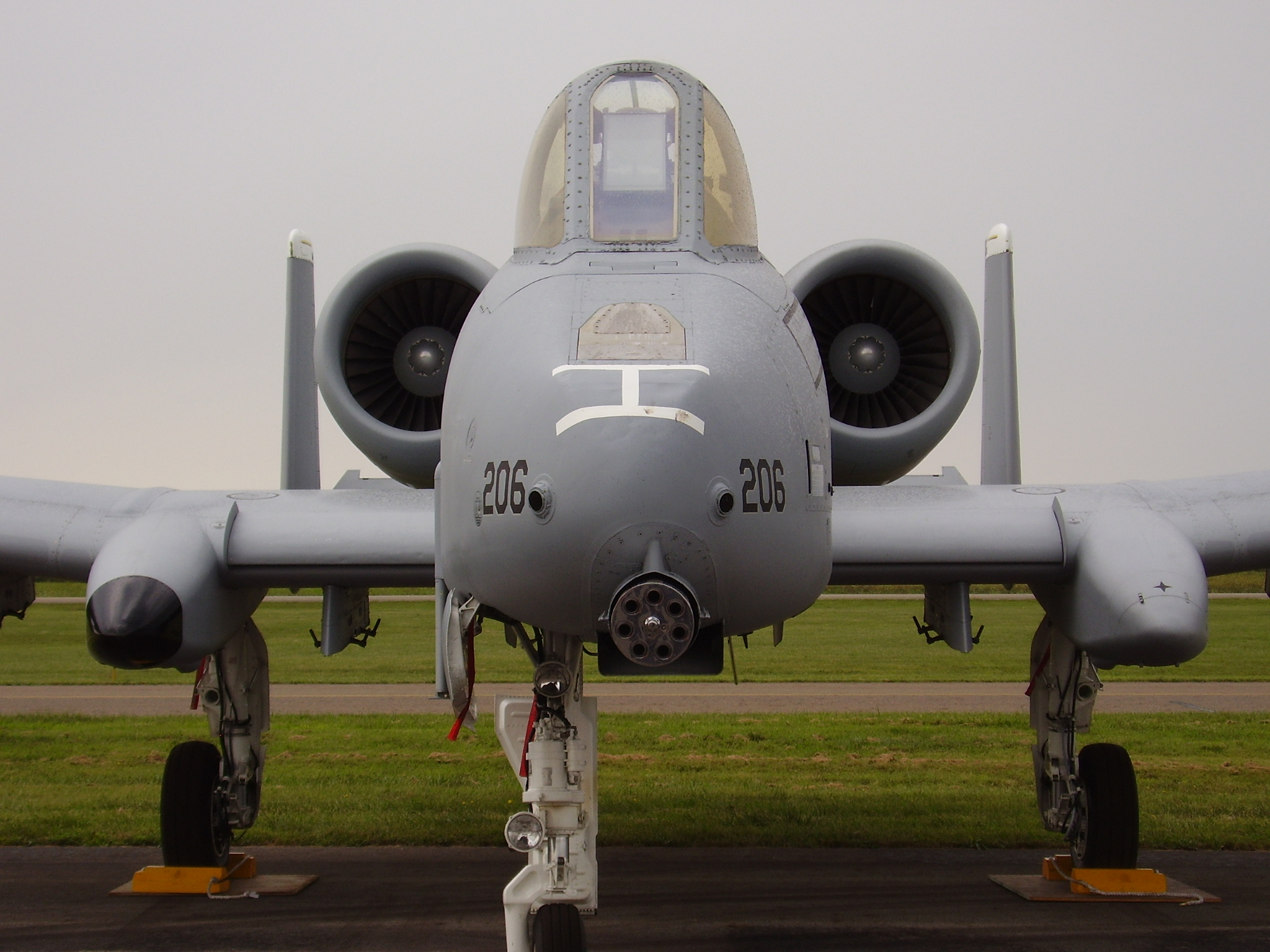
A-10的正面，可清楚見到前機輪安裝位置偏右，而機炮則偏左。

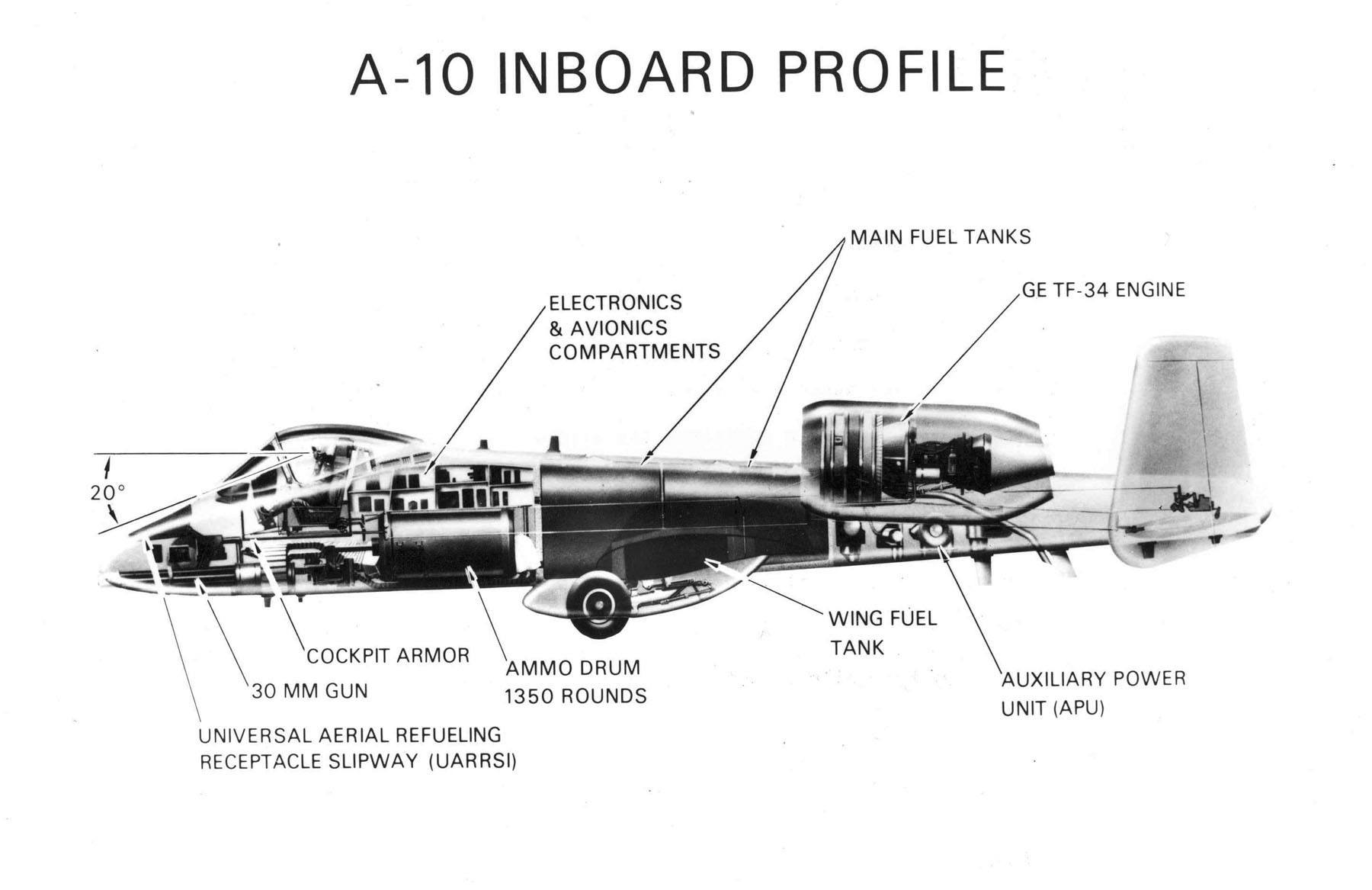
A-10的內部輪廓圖

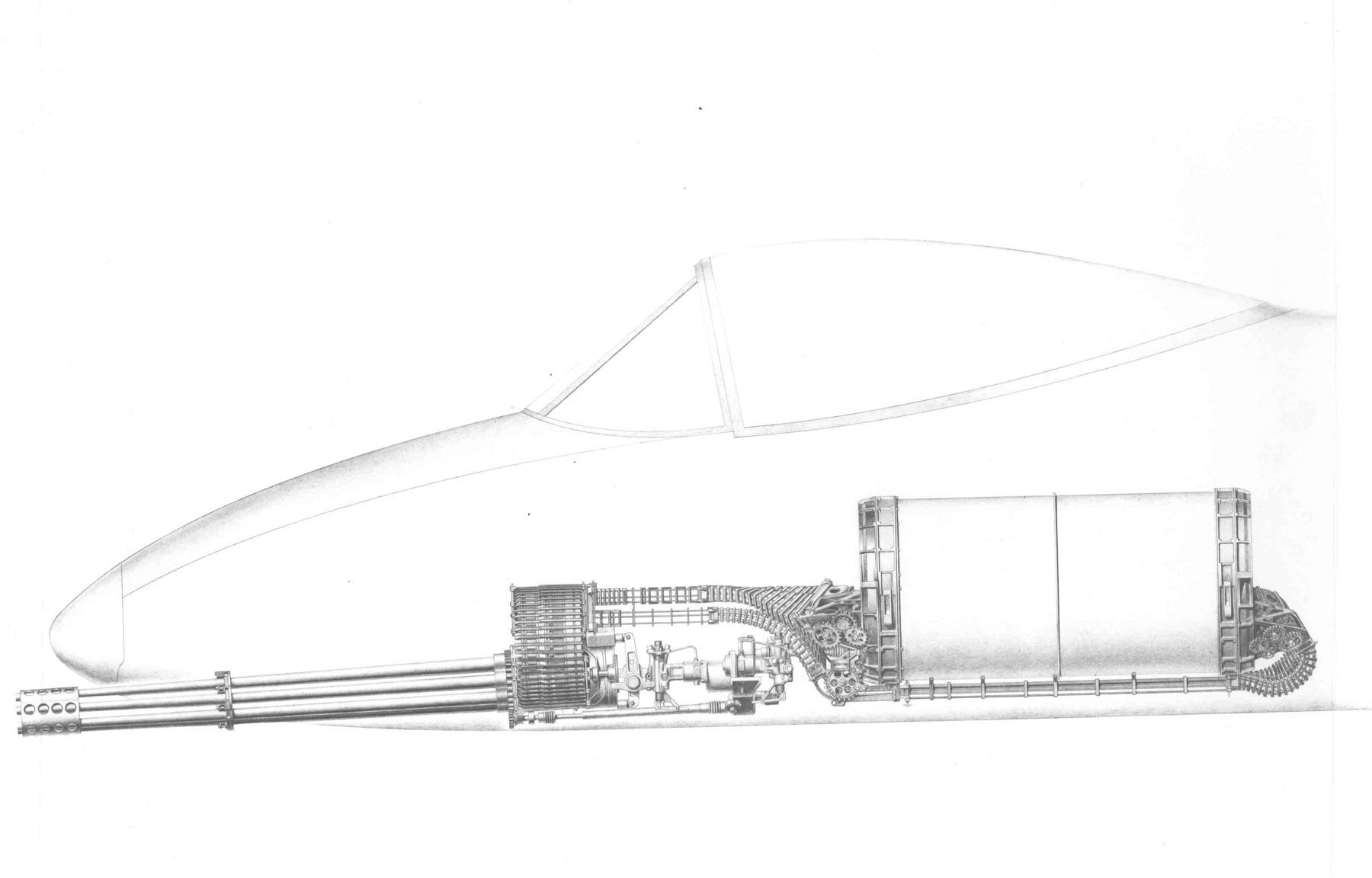
A-10的GAU-8復仇者機炮側視圖，並在機身的大概位置

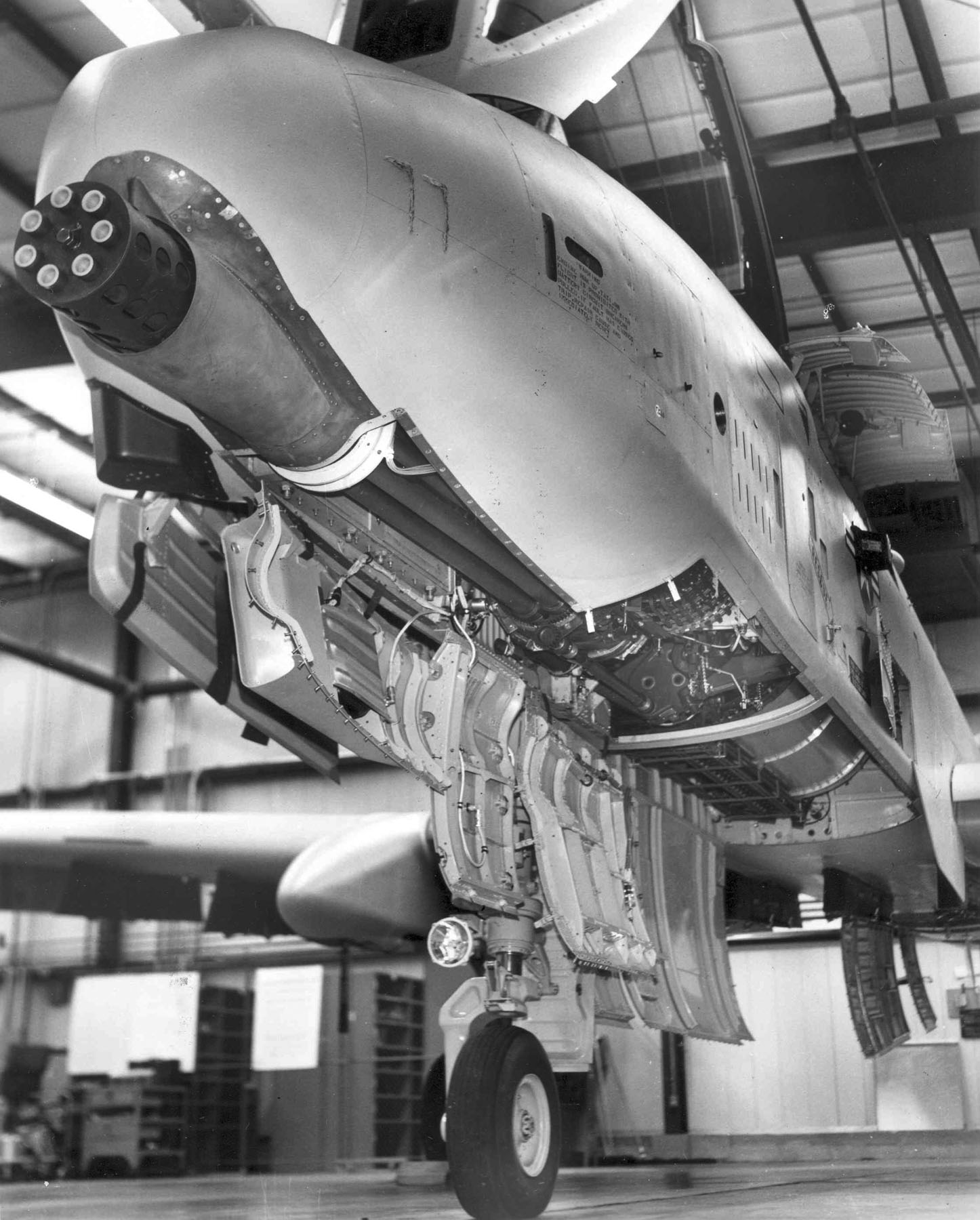
A-10的GAU-8復仇者機炮的另一視圖

雖然A-10可以掛載大量導彈及炸彈，但是其主要武器是內置的GAU-8復仇者機炮，使用30 x 173公厘炮彈，是有史以來威力最強大的空用機砲。還有一項令人聞風喪膽的特色，就是其聲音先是擊中目標的破碎聲，才是開槍聲和引擎聲，因為其子彈速度比音速快3倍以上，敵人要等到被擊中才知道A-10已經開火。
它可以於一分鐘發射3900發30mm口徑貧鈾穿甲彈，其高初速及高硬度具有高穿甲能力，而且A-10是由上而下向坦克防護較薄弱的車頂密集開火，所以砲彈能有效地貫穿坦克裝甲。GAU-8原先設計的射速可以由飛行員選擇每分鐘2,100發或4,200發，但後來被固定為3,900發。GAU-8是7管格林炮，由於炮管轉動加速需要半秒，在開始發射的第一秒只會發射50發。在1,220m距離外，80%的子彈都能落在直徑12.4m的圓形內，圓概率誤差低於0.01%。GAU-8的交戰距離調整為1,220公尺優化，在此距離攻擊時A-10會以-30°俯衝指向目標。根據GAU-8/A的產品網頁敘述，GAU-8/A的平均後座力為10000磅（45 kN），這個數字略大於兩具A-10引擎所可產生的最大推力的一半。為防止機砲開火時產生的巨大後坐力令飛機偏航，所以機砲是裝置於機身的中線，前機輪因此讓位於偏左位置。炮彈收藏於位處駕駛艙後方的圓柱狀彈鼓內，最多可以裝1350發炮彈，但一般只會裝1174發。炮彈填裝是使用GFU-7/E填裝車進行。
A-10的另一種常用武器是小牛導彈（所有空軍型，包含電視導引的AGM-65A／B，或紅外線導引AGM-65D／G，以及感光耦合元件導引的H型）。由小牛飛彈的射程較優化為1.2公里射程的機砲要遠，讓飛機能在較遠距離展開攻擊，小牛導彈的彈頭裝藥量較大，可用於打擊敵方的前線砲兵陣地及指揮設施，A-10飛行員習慣配備小牛飛彈的原因還包括它裝備的紅外線尋標器，可彌補A-10缺乏夜間觀測設備的不足，美軍稱這種作法是「窮人的FLIR」。其它能掛載的武器有Mk 80系列炸彈、Mk 20石眼，或CBU-52/58/87系列集束炸彈、九頭蛇70航空火箭彈整合的多款發射器、GBU-10/12鋪路II型雷射導引炸彈及自衛用的AIM-9L響尾蛇飛彈。21世紀的延壽工程中，A-10整合了聯合直接攻擊彈藥、GBU-39小直徑炸彈、AGM-154联合战区外武器等運用GPS作為導引對地攻擊彈藥，增加精準打擊的手段。因低空威脅增加，因此A-10執行任務時開始原先裝備AIM-9的硬點裝設ALQ-131電子干擾莢艙，提高飛機生存能力。
在安裝小牛導彈或MK20石眼式集束炸彈後，便可以數架戰機為一組的方式接受地面管制中心的指示，與陸軍阿帕契直升機進行反裝甲協同作戰。A-10本身速度慢，相較起其它固定翼噴射戰鬥機更適合對地支援，但是也讓當飛行員選定目標後難以立刻攻擊。一輛位於1800公尺遠的坦克，A-10在300到350節航行時，其機砲大約要在2、3秒後才能擊中目標。在戰場中，A-10面對主要的威脅是地對空導彈及現代化的防空機砲，另外還有敵方的戰機和武裝直升機，為提供有效戰力抗衡空中威脅，80年代末期機上開始加裝AIM-9L響尾蛇飛彈，由兩具外側翼下的掛架攜帶。由於A-10的設計重視低空低速的對地攻擊能力，但高速性能則被犧牲，較難面對敵方先進戰鬥機的威脅，所以A-10主要在美軍享有制空權下出動打擊敵方地面部隊，除非能完全排除敵方的空中威脅，美軍出動A-10時都會派出F-16提供護航。

## 服役

### 早期使用
第一批量產的A-10A於1975年10月被分派到了美國亞利桑那州的Davis-Mothan空軍基地，其基本設計目的即上述的：提供近前線的空對地火力支援，和同時能掛載大量武器、彈藥，必須有優異的續航力，並及能涵蓋大範圍的作戰半徑。起初美國空軍並不歡迎「疣豬」，而飛行員們傳統上都會較喜歡高速、高機動性的戰機，例如F-15和F-16，與這兩款戰機相比起來，「疣豬」無論是外觀、內涵（性能）都非當時科技的頂尖之作，由於美國空軍認為A-10只是為陸軍服務的單一功能對地攻擊機，所以不打算大量裝備，甚至打算把空對地火力支援的任務直接交由陸軍裝備的攻擊直昇機負責。
到了80年代，由於華約的裝甲部隊具有明顯數量優勢，美軍決定改變計畫，把A-10用來做低空攻擊的角色A-10部署於西德，專門對付蘇聯在東歐的坦克。但1987年空軍決定將A-10的任務改由高速噴射機所取代，並選取115架A-10改裝成具有執行前沿航空管制（FAC）任務的能力，機型也被改成OA-10，以取代OA-37B。在執行前沿航空管制任務時，疣豬通常配備六個五吋（12.7釐米）的「蘇尼」（Zuni rockets）火箭莢艙，有時也會裝配煙幕彈頭和白磷閃光彈頭。但如果有必要，只需改換裝備，這些A-10都還是能擁有一般空對地火力支援的作戰能力，但仍有大部分遭F-16所取代的A-10機群被封存起來。

### 波斯灣戰爭

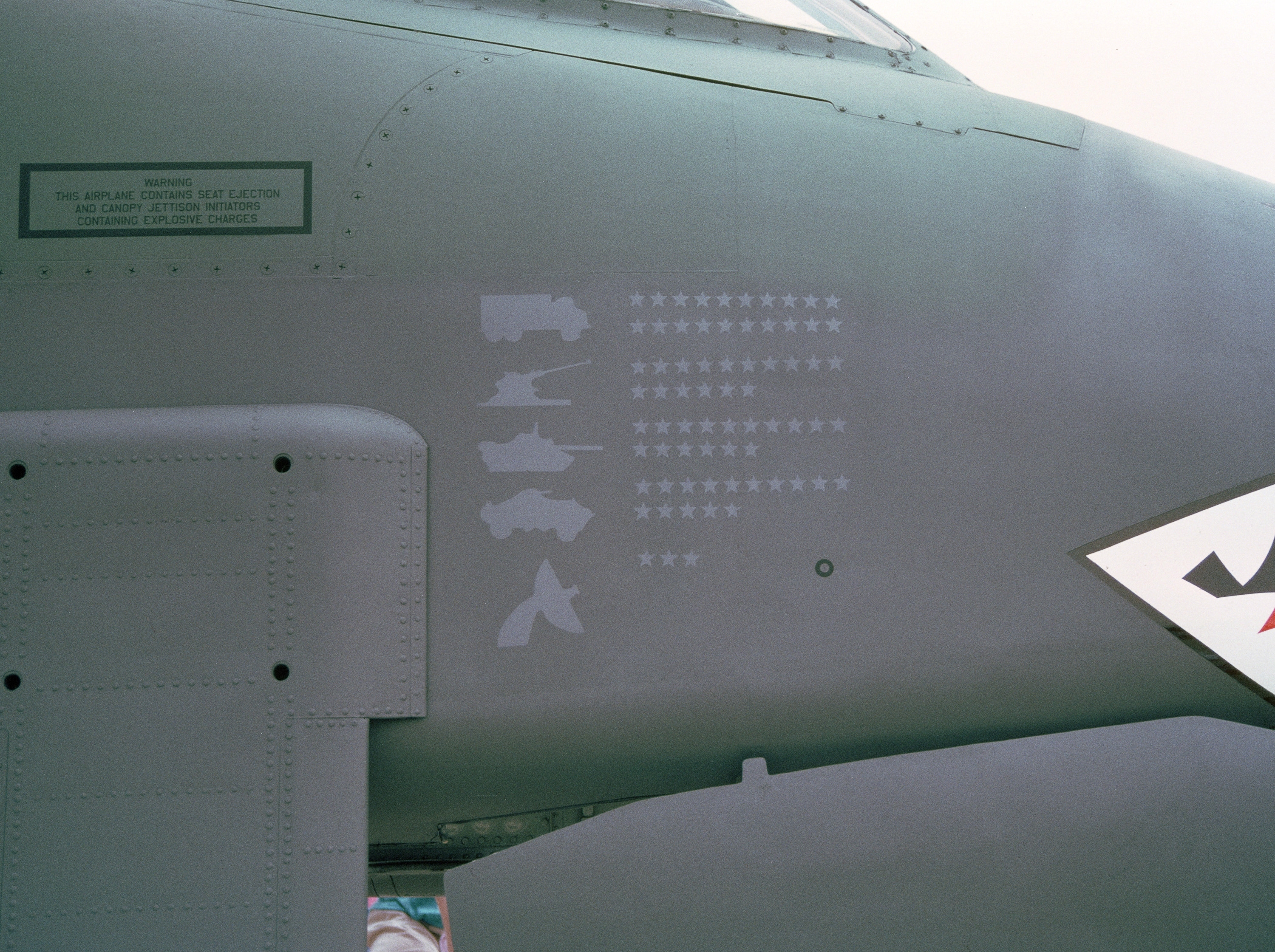
一架隸屬第23戰術聯隊、第74戰術中隊的A-10A機則塗裝標記了其在1991年海灣戰爭中的擊毀目標數量，當中包括（由上而下）卡車、火炮、坦克、裝甲車及雷達站

1991年的第一次波斯灣戰爭，是A-10的第一次參與實戰。其間A-10參加了「沙漠風暴」和「Operation Noble Anvil」等行動，144架A-10機群出了將近8100架次任務，一共摧毀了伊拉克超過900輛坦克、2,000輛其他戰鬥車輛以及1,200個火炮據點，使其成為在該戰役中效率最高的戰機。另外，部份破壞敵方雷達的任務也是由A-10負責，在獵殺高機動性的飛毛腿飛彈發射載台方面，A-10也發揮了重要成效，因為飛毛腿飛彈發射載台難於被發現，只有在準備發射的一刻才較易發現，A-10的滯空時間較長，可以長時間在戰區盤旋巡邏，在飛彈發射台準備發射時對其發動攻擊。期間A-10也擊落了兩架伊拉克的直升機，全都是以30mm機炮擊落。第一架是在1991年2月6日於科威特上空由Robert Swain上尉擊落。整個戰爭期間僅僅只有4架A-10被擊落，另有3架受重傷後仍能飛回基地，還有少數在降落時損毀。在此役中A-10的任務妥善率為95.7%，戰爭期間90%的AGM-65小牛飛彈都是由A-10發射。美國空軍在波斯灣戰爭期間曾經將小部分F-16戰鬥機改裝，在機身下方加裝GAU-13/A機關炮囊成為A-16攻擊機，期望A-16的高速性能有較佳生存能力，但實戰證明F-16的機體結構強度難以承受機砲開火的強大後坐力，飛機偏航明顯令砲彈出現嚴重散射，射擊精確度很差，效果還不如直接使用集束炸彈，由F-16改裝的A-16在機身防護能力也遠不如結構結實的A-10。戰後A-10受到美軍重視，空軍也打消了以F-16取代A-10的念頭。

### 1999年科索沃戰爭
1999年的科索沃戰爭，礙於當時美國柯林頓政府的政策，深恐美國軍機被擊落和造成美軍傷亡。由於美軍認為南聯盟在冷戰時期已發展出較完善的防空作戰體系，對低空對地支援的A-10有較大威脅，而美軍的策略主要以大規模空襲打擊南聯盟的基礎設施逼使其讓步，避免派出地面部隊作戰，因此A-10沒有太多發揮的機會，但A-10也在一架隱身戰機F-117夜鷹戰鬥攻擊機被擊落時在拯救飛行員的任務中參與了搜索及支援工作。  在該戰役中，A-10的第一次攻擊任務是在1999年6月尾。

### 2001年阿富汗戰爭
到了2001年美軍攻打阿富汗的反恐戰爭時，A-10剛開始時也沒參與任何攻擊行動，直到2002年3月，被分派到巴基斯坦的Bagram空軍基地，參與了森蚺行動，之後開始執行了多項針對塔利班及蓋達組織的任務。在這次戰役中，相關的政治限制較之前來的少，因此A-10這次得到的戰果遠比1999年時好。

### 2003年伊拉克戰爭
2003年3月，美國伊拉克戰爭，共有60架A-10在伊拉克戰爭的早期執行任務，在此期間，A-10的任務完成率達85%，發射了311597發30mm子彈，但其中一架在巴格達機場附近遭伊軍防空炮火擊落。 2007年，完成了Precision Engagement upgrade的A-10C開始部署在伊拉克，A-10C上的新增的數碼化航電及通訊系統大大縮短了得到目標資料及攻擊時間。

### 2011年多国武装干涉利比亚
2011年3月，6架A-10在2011年多国武装干涉利比亚時參與了奧德賽黎明行動，期間對地面目標進行了攻擊。
2010年3月25日，A-10第一次使用生質燃料飛行，地點是埃格林空军基地，使用1:1的JP-8及以亞麻薺屬原料造成的生產燃料混合出的燃料。

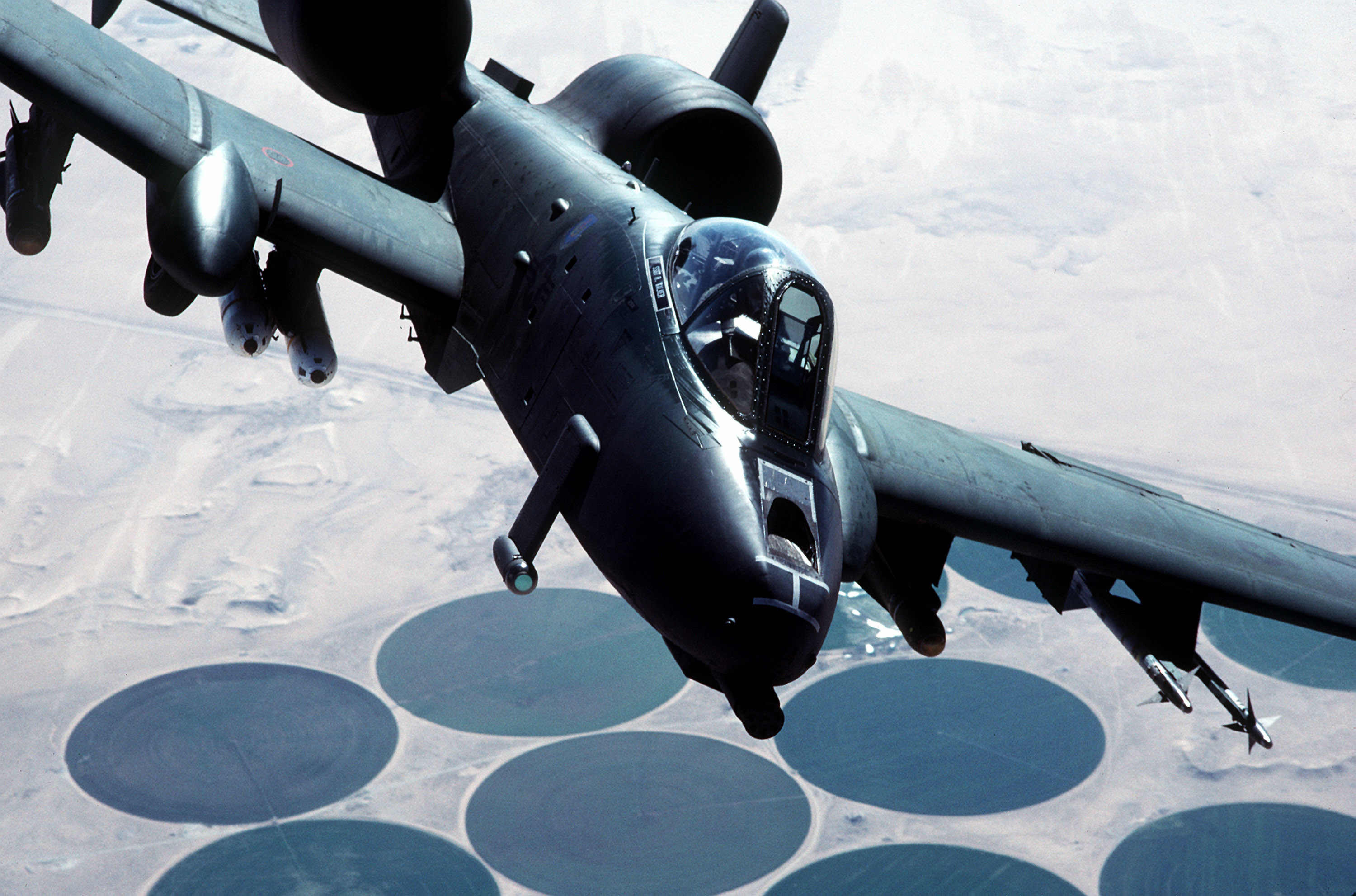
沙漠風暴中的A-10A

A-10的駕駛員常被外界認為時常胡亂開火，原因在於其兩次誤擊友軍的不良紀錄。在1991年第一次波灣戰爭期間，A-10攻擊了兩輛英軍的裝甲運兵車造成9名士兵死亡；而後在2003的入侵伊拉克戰爭中，又有兩輛英軍的偵查車被A-10攻擊。然而A-10的任務完成率仍然十分高，高達95.7%，在第一次波灣戰爭參与了8,100次突襲以及發射了聯軍90%以上的AGM-65小牛飛彈。

## 性能提升與未來

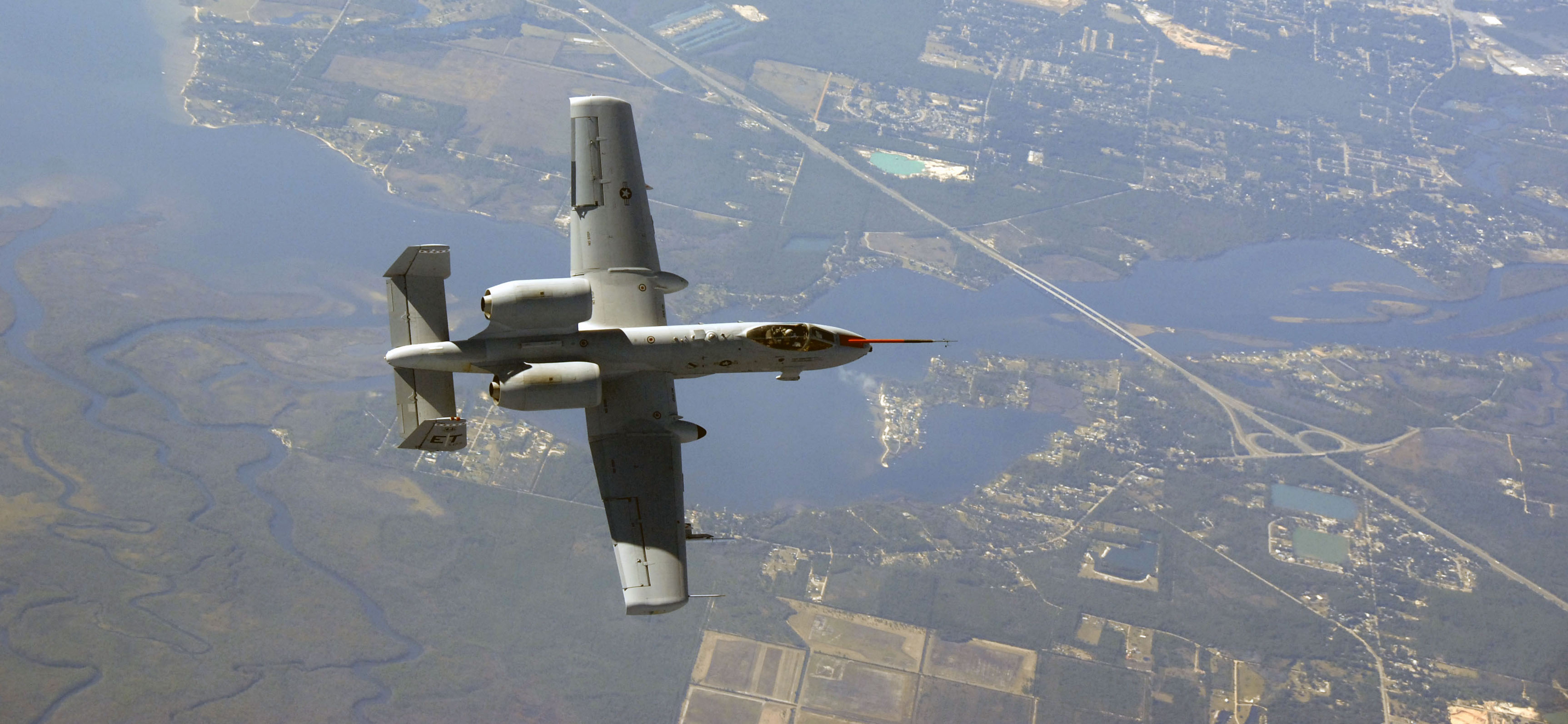
新型A-10C實驗機（2005）

由A-10的目標生產成本一再被壓低，可想見到美國空軍本不想多投放資源在這個他們不看重的任務上，A-10的原有設計非常"簡約"。在1977年服役隨後一年的1978年，A-10加裝了Pave Penny雷射接收莢艙（但這並不能讓A-10能獨身投放雷射導引炸彈），在1980年，A-10才擁有慣性導航系統，而GPS導航系統則要到1999年才裝上。A-10第一次得到真正的戰力提升是在1990年：低空安全與標定強化系統Low-Altitude Safety and Targeting Enhancement System（LASTE）。這個系統有多項功能：
- 基於在訓練時因為低飛導致的墜機意外問題加裝地面防撞（Ground Collision Avoidance；GCAS）系統，測高雷達會監查離地高度並將高度顯示在HUD上，若低於安全高度，電腦就會以語音發出警告。
- 電腦輔助瞄準，電腦根據飛向風速、飛機飛行攻角、飛行高度、炸彈的彈道特性計算出著彈點並顯示在HUD之上，讓投彈的命中率大為提高。
- 精確飛行姿勢控制（Precision Attitude Control；PAC），飛控系統會自動修正因風及機炮對航向所產生的偏航，飛行員此後發射30mm機炮時不再需用手動修正因發射30mm機炮而產生的偏航，大為提高了命中率，但這些改進在1991年波灣戰爭期間尚未完全完成，即使如此，91年波灣戰爭中，A-10的表現及戰績顯示出其出色的性能及價值，這使得美軍空軍變得較願意投入資源在A-10上。

2005年，A-10得到全面的性能提升，性能提升後的A-10編號為A-10C，總共有356架A-10被提升至A-10C，至2013年完成，花費2.25億美元。當中的改良包括了火控系統、電戰系統及增加投放精確導引武器的能力。詳細項目如下：
- 換裝全新的火控系统
- 改為「玻璃驾驶舱」（glass cockpit，大致來說就是把傳統的類比/機械顯示或操作改成數位/電子式的），當中包括兩個5.5吋彩色顯示器，並能顯示移動地圖，[20][21]
- 新的數碼戰術資料鏈
- 增加使用精確導引武器（例如聯合直接攻擊彈藥JDAM及風偏修正彈藥撒佈器WCMD）的能力
- 增加使目標標定莢艙的能力，例如諾斯洛普格魯曼的LITENING targeting pod及洛克希德·馬丁的狙擊手莢艙Sniper XR
- 加裝Remotely Operated Video Enhanced Receiver（ROVER），將機上感測器得到的影象即時傳送給地面部隊。

經歷多年反恐戰爭，又於2008年遭受金融海嘯，美國政府需要削減國防經費，美國空軍同時要為不斷超支及延期的F-35投入經費，由於A-10被空軍認為是單功能的對地攻擊機，而且大部分A-10都是1970年代後期生產，多年使用後出現機體老化，需要進行結構翻修才可以繼續服役，在經費緊絕下一度考慮停止改良A-10，並計劃於2010年後逐漸將A-10除役，以便騰出經費用於F-35等多功能戰機的發展，但同時期美國陸軍受到經費減少的影響更大，十字軍自走炮及RAH-66攻擊直升機的計劃都被取消，所以陸軍要求空軍維持A-10機隊擔當火力支援的角色，甚至傳出消息指陸軍威脅空軍如果淘汰A-10，陸軍會建立自己的A-10機隊。空軍在國防部協調後決定保留A-10機隊及繼續翻修改良。2010年，美國空軍向雷神公司簽發合約，為A-10C加裝整合式頭盔目標標定系統。2007年，波音公司得到一份為A-10生產新機翼的合約，將會生產總數242對A-10新機翼，2011年11月，頭兩架安裝了新機翼的A-10首次起飛。安裝新機翼是為了延長A-10的壽命年限至2040年。有趣的是，美國空軍為了淘汰A-10，曾以各式各樣的方法試圖研發出能取代A-10的方案。包括為F-16增加一門特大機槍改造而成的A-16、各式各樣的新式導彈、甚至F-35的研發過程中都有加上低空密接作為考慮因素，但最終無一能動搖A-10的地位。
2019年美國空軍正在準備A-10疣豬攻擊機(Wart hog)的升級合約，主要是更換新的機翼，確保未來的役期仍可攜帶各型武裝。發言人安‧史特菲尼克( Ann Stefanek )表示，「A-10攻擊機高級機翼延壽組件」的合約更在擬定中，預計2019年秋季頒發給承包商。合約的前期預算2.67億美元，將用於購買20組新機翼。美國空軍目前有281架A-10，空軍對於是否全部升級還有些意見，目前已確定升級的數量是169架，而波音正在向空軍商談，希望至少增加到到173架。
A-10原本預計將服役至2028年或更久，到時可能將會由無人機MQ-9（獵食者）或被F-35（聯合打擊戰機）所取代。但不少聲音認為以F-35的成本去做A-10的工作極其不合理，2012年，美國空軍確定F-35B的產量並不足以用作取代A-10。在這替換期間仍進行許多升級作業，例如2005年所進行的FCS（火控系统）、ECM（電子對抗裝置）及精靈炸彈投擲系統的套件升級。
据美国《军队时报》2019年8月13日报道称，美国空军装备司令部表示，其装备的173架A-10攻击机已完成换装新机翼的工作，预计换翼工作将使A-10攻击机能服役至2030年代末。接受改装的A-10约占美国空军282架A-10攻击机的61%。

## 型號
- YA-10A：最先的兩架原型機
- A-10A：單座近距空中支援、對地攻擊機
- OA-10A：單座前線制空協調型

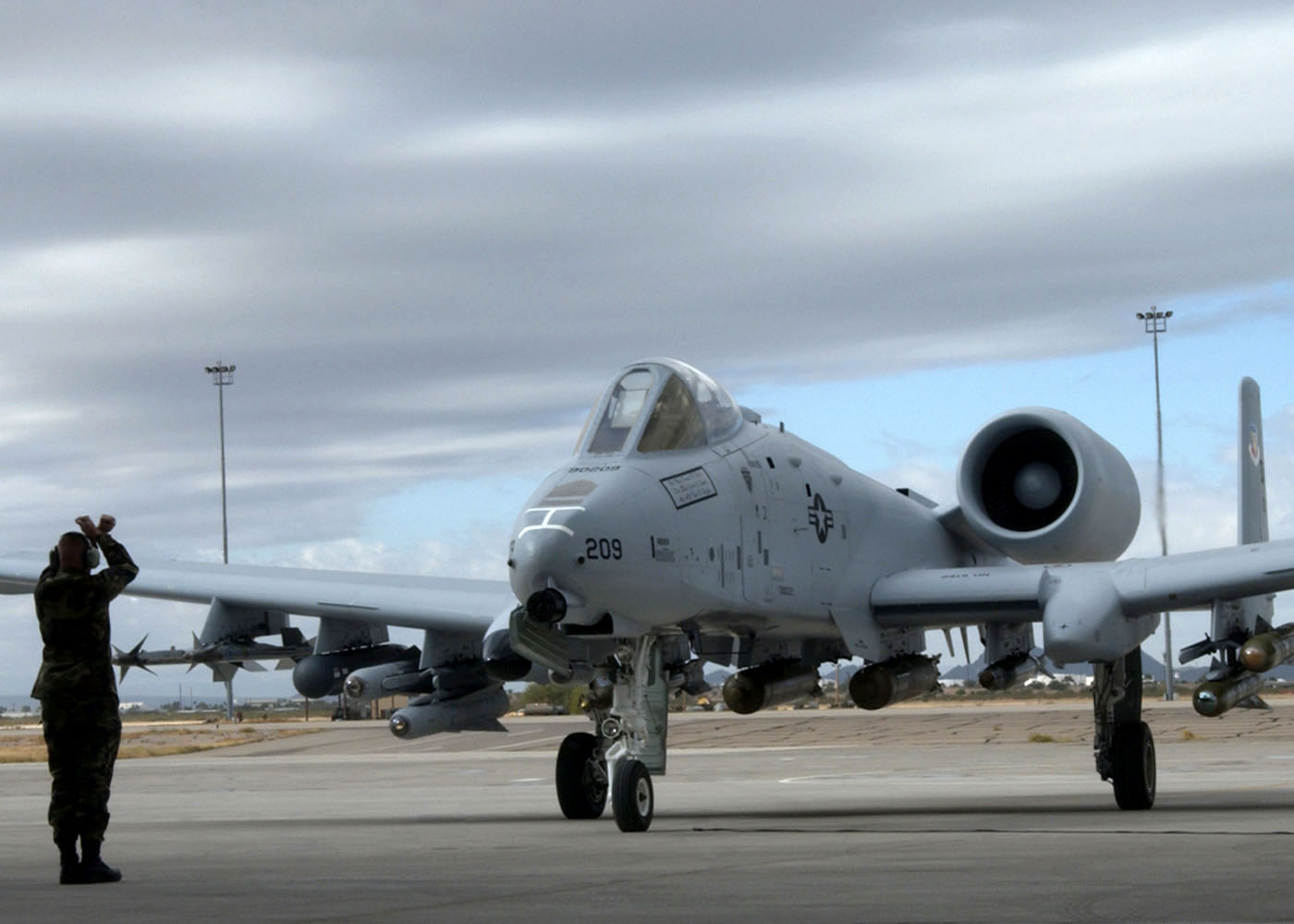
A-10C

- YA-10B Night/Adverse Weather A-10：增加全天候作戰能力的雙座試驗型，後來改名為YA-10B，只有1架
- A-10C：A-10A的精確交戰計劃（Precision Engagement，PE）升級型，新加了多項改進：

Ⅰ）有新型玻璃化座艙，包括兩個5.5吋彩色多功能顯示器，俱有移動地圖功能
Ⅱ）整合式數碼資訊管理系統
Ⅲ）新型火控系统
Ⅳ）高級數據鏈路
Ⅴ）全天候多用途的多種不同莢艙
Ⅵ）使用精確制導武器的能力，包括聯合直接攻擊彈藥
Ⅶ）俱有風偏修正的投彈系統
Ⅷ）俱有ROVER，可以將機上所得的資料，包括影像傳送給前線的地面部隊
- A-10PCAS：由雷神及极光飞行科学公司（ Aurora Flight Sciences ）提出的無人駕駛版本，是國防高等研究計劃署的持續近距離空中支援計劃 （Persistent Close Air Support program） 的一部份。該計劃中並無打算取代有人A-10戰機，而是視A-10為研發平台，得出的技術將用於其他有人或無人戰機之上。

## 性能（A-10C）
一般特性
- 駕駛員：1人
- 長度：53呎又 4吋（16.26 m）
- 翼展：57呎又 6吋（17.53 m）
- 高度：14呎8吋（4.47 m）
- 翼面積：506呎2（47 m2）
- 空重：24,959磅（11.321 kg）
- 全副武裝重量：
  - 47,094磅（21,361 kg）- 密接空中支援
  - 42,071磅（19,083 kg） - 反裝甲任務
- 最大起飛重量：50,000磅（22,700 kg）
- 發動機：2具通用電氣TF34-GE-100 渦輪扇引擎，推力：每俱9,065 lbf（40.32 kN）

性能：
- 極速：450節（518 mph，833 km/h）
- 最高速度：381節（439 mph，706 km/h）
- 巡航速度：300節（340mph，560km/h）
- 失速速度：120節（138 mph，220 km/h）
- 作戰半徑：
  - 250海里（288里，460km，密接空中支持任務)，
  - 252海里（290里，467 km，反裝甲任務）
- 最大航程：2,240海里，加掛最多油箱（2,580里，4,140km）
- 升限：45,000 ft（13,700 m）
- 爬昇率：6,000 ft/min（30 m/s）
- 翼負荷：99 lb/ft2（482kg/m2）
- 推重比：0.36

武裝配備：
- 主力武器：1x 30毫米GAU-8/A復仇者式7管加特林機炮1,174發子彈（貧鈾彈頭）
- 掛載點：8個機翼和3個機腹（共可酬載7,260kg），可掛載：
- 火箭：
  - 4x LAU-61／LAU-68火箭莢艙（每個含19x／7x Hydra 70毫米火箭彈或APKWS II導引火箭）
  - 4x LAU-5003火箭莢艙（每個含19x CRV7 70毫米火箭彈）
  - 4x LAU-10火箭莢艙（每個含4x 127毫米祖尼火箭）

- 導彈：
  - 6x AGM-65小牛空對地飛彈
  - 2x AIM-9L響尾蛇飛彈
  - AGM-114地獄火飛彈
- 炸彈：
  - Mk 82、Mk 83、Mk 84通用型傳統炸彈
  - Mk-77凝固式汽油彈
  - BLU-1、BLU-27/B Rockeye II, Mk20, BL-755及CBU-52/71/87/89/ CBU-97集束炸彈
  - 鋪路系列雷射制導炸彈
  - 聯合直接攻擊彈藥（A-10C）
  - GBU-28（A-10C）
  - 風偏修正彈藥撒佈器 (A-10C)
- 其他：
  - 諾斯洛普格魯曼的LITENING標定莢艙或洛歇·馬丁的狙擊手莢艙Sniper XR，
  - 2x 600加侖副油箱
  - SUU-42A/A熱焰彈及干擾金屬箔片投放器，
  - AN/ALQ-131 or AN/ALQ-184電子干擾莢艙

## 作品中出現的A-10
動畫
- 生化危机：诅咒：美軍曾派出A-10雷霆二式攻擊機介入東斯拉夫共和國內戰[25]。
- 勇氣爆發Bang Bravern：當隸屬不明的機體攻擊夏威夷州時A-10雷霆二式攻擊機曾與其展開空戰[26]。

電影
- 超人：鋼鐵英雄中，美軍使用A-10迎擊在凱納斯鎮中戰鬥的氪星人與超人。
- 自殺突擊隊 (電影)中，中途市（英语：Midway City (DC Comics)）的馬路上有A-10雷霆二式攻擊機殘骸。
- 终结者电影系列第4集魔鬼終結者：未來救贖中，反抗軍使用A-10對抗天網。
- 變形金剛 (2007年電影)中，美軍使用A-10攻擊第一次出現的蠍型狂派金剛。
- 毀滅大作戰中，美軍使用疣豬攻擊機以GAU-8機砲壓制住巨猩"喬治"與巨狼"雷夫"，但隨即被後來出現的巨鱷"莉茲"摧毀。

遊戲
- 戰地風雲 出現於 沙漠風暴 模組
- 決勝時刻：現代戰爭3“一片焦土”关卡中出现，支援三角洲小队击毁俄军坦克。
- “獵狼行動”關卡中出現，支援美軍陸戰隊打擊阿蓋塔拉武裝分子，同時也作為多人遊戲中玩家連殺獎勵之“精準打擊”登場。
- 戰地風雲3 RUSH模式中美軍方可使用的載具。
- 闪点行动：冷战危机中有一个关卡玩家将飞行A-10并实施空中打击。
- 戰地風雲4中以美國海軍陸戰隊攻擊噴射機之姿出現。
- DCS WORLD中作为一款制作精良的DLC呈现，完美还原了几乎所有细节。
- 战区88古雷格最後的愛機。
- 終極動員令GDI陣營的戰機，擔任轟炸NOD單位的工作。
- 終極動員令：將軍美軍可以由將軍能力中獲得呼叫A-10實施空襲 但只可以由指揮中心呼叫 可以最多增加到每次出動三架戰機。
- 冲突世界 與終極動員令：將軍類似 由美軍陣營使用 只可以由空襲介面呼叫實施空襲 而且攻擊方式是直線形 (終極動員令：將軍的打擊方式是小規模圓形)。
- 俠盜獵車手Online 更新DLC「不夜洛聖都」中推出的飛行載具 - B11突擊之力，其原型便是A-10戰機(機尾使用YA-9的設計)，並將特色忠實呈現：低空低速航行、追蹤導彈、加特林機炮、多管連發火箭彈和集束炸彈；配有動態傷害模組，即使單邊機翼損毀還能繼續飛行一小段時間。
- 空戰奇兵系列 登場於大部分的作品之中。
- 戰爭雷霆 於大型更新「風雲變幻」中加入A-10A早期型及後期型，分別位於美國空軍科技樹的攻擊機線第六階以及第七階。

## 潛在使用國
约旦

## 相關
- Su-25攻擊機
- 美洲豹攻擊機
- A-4天鷹式攻擊機
- 強-5

## 外部連結
- aero-web.org-A-10
- af.mil-USAF：A-10
- 杭州衛視-A10雷霆傳奇（页面存档备份，存于）
- Republic A-10A page, A-10 Construction, and Night/Adverse Weather A-10 pages on National Museum of the United States Air Force site
- A-10 web page on GlobalSecurity.org（页面存档备份，存于）
- A-10 Thunderbolt II in action on youtube.com（页面存档备份，存于）
- A-10 Thunderbolt II（页面存档备份，存于）